# Lawton (Dakota du Nord)
Pour les articles homonymes, voir Lawton.
La ville américaine de Lawton est située dans le comté de Ramsey, dans l’État du Dakota du Nord. Lors du recensement de 2010, sa population s’élevait à 30 habitants.

## Histoire
Lawton a été fondée en 1902.

## Démographie
| 1920 | 1930 | 1940 | 1950 | 1960 | 1970 |
| ---- | ---- | ---- | ---- | ---- | ---- |
| 227  | 233  | 210  | 211  | 159  | 123  |

| 1980 | 1990 | 2000 | 2010 | - | - |
| ---- | ---- | ---- | ---- | - | - |
| 101  | 63   | 42   | 30   | - | - |

## Source
- (en) Cet article est partiellement ou en totalité issu de l’article de Wikipédia en anglais intitulé « Lawton, North Dakota » (voir la liste des auteurs).